# Rowena King
Pour les articles homonymes, voir King.
Rowena King (née le 6 décembre 1970 à Londres, Royaume-Uni) est une actrice britannique.

## Biographie
Elle est née à Londres en 1970, son père John vient du Liberia et sa mère Rowena vient du comté d'Hertfordshire. Elle a étudié l'art au Mountview Academy of Theatre Arts.

## Filmographie
| Année     | Titre                         | Rôle                  | Notes                             |
| --------- | ----------------------------- | --------------------- | --------------------------------- |
| 2019      | Emmergence                    | Helen                 | Série télévisée                   |
| 2015–2016 | Of Kings and Prophets         | Zaphra                | Série télévisée, 8 épisodes       |
| 2015      | NCIS : Los Angeles            | Dr Camille Rivers     | Série télévisée, 1 épisode        |
| 2014      | Edge of Heaven (en)           | Janelle               | Série télévisée, 1 épisode        |
| 2013      | The Wrong Mans                | Wood                  | Série télévisée, 3 épisodes       |
| 2013      | By Any Means                  | DI Bates              | Série télévisée, 1 épisode        |
| 2013      | Meurtres au paradis           | Sœur Marguerite       | Série télévisée, 1 épisode        |
| 2013      | Inspecteur Barnaby            | Wendy Robson          | Série télévisée, 1 épisode        |
| 2010      | Lie to Me                     | Helen Dezekis         | Série télévisée, 1 épisode        |
| 2010      | Nip/Tuck                      | Jill Jacobson         | Série télévisée, 1 épisode        |
| 2010      | Numbers                       | Elizabeth Hopkins     | Série télévisée, 1 épisode        |
| 2009      | Revolution                    | Governor Olivia Agee  | Téléfilm                          |
| 2009      | Esprits criminels             | Dét. Benning          | Série télévisée, 1 épisode        |
| 2008      | Eli Stone                     | Holly Rains           | Série télévisée, 1 épisode        |
| 2007      | Sans plus attendre            | Angelica              |                                   |
| 2007      | Futureshock: Comet            | Kimberly Marshall     | Téléfilm                          |
| 2007      | Grey's Anatomy                | Celeste Newman        | Série télévisée, 1 épisode        |
| 2006      | A Perfect Day                 | Heather               | Téléfilm                          |
| 2005      | Alias                         | Pierpont              | Série télévisée, 1 épisode        |
| 2004      | Dr Vegas                      | Marta                 | Série télévisée, 1 épisode        |
| 2004      | Las Vegas                     | Vita Brighton         | Série télévisée, 1 épisode        |
| 2003–2004 | Half and Half                 | Camille               | Série télévisée, 7 épisodes       |
| 2003      | The Lyon's Den                | Robyn Petrie Nwamaka  | Série télévisée, 1 épisode        |
| 2003      | Fastlane                      | Adriana               | Série télévisée, 1 épisode        |
| 2003      | 90 Days in Hollywood          | elle-même             | Série télévisée, 1 épisode        |
| 2002      | Breaking News                 | Jamie                 | Série télévisée, unknown episodes |
| 2002      | Today I Vote for My Joey      | Maryse                |                                   |
| 2000      | L'Échange                     | Pamela                |                                   |
| 1999      | Wonderful You                 | Laura Kennett         | Série télévisée, 5 épisodes       |
| 1998–2000 | Tales of the South Seas       | Lavinia Timoto        | Série télévisée, 22 épisodes      |
| 1997      | Romance and Rejection         | Moira                 |                                   |
| 1997      | My Son the Fanatic            | Margot                |                                   |
| 1996      | Hamlet                        | Attendant to Gertrude |                                   |
| 1996      | Darklands                     | Rachel Morris         |                                   |
| 1995      | The All New Alexei Sayle Show |                       | Série télévisée, 1 épisode        |
| 1995      | The Turnaround                | Fiona                 |                                   |
| 1993      | To Play the King              | Chloe Carmichael      | Série télévisée, 4 épisodes       |
| 1993      | Vicious Circle                | Celia                 | Television film                   |
| 1993      | Just a Gigolo                 | Natalie               | Série télévisée, 3 épisodes       |
| 1993      | Wide Sargasso Sea             | Amelie                |                                   |
| 1993      | Full Stretch                  | Tessa Knowles         | Série télévisée, 6 épisodes       |
| 1992–1994 | Screen One                    | Mariella              | Série télévisée, 2 épisodes       |
| 1992      | Inspecteur Frost              | Julia King            | Série télévisée, 1 épisode        |
| 1992      | Framed                        | Charlotte Lampton     | Série télévisée, 2 épisodes       |
| 1992      | Sam Saturday                  | Sandra Morrisey       | Série télévisée, 1 épisode        |
| 1991      | London Kills Me               | Melanie               |                                   |